# Staatszüge der Französischen Republik

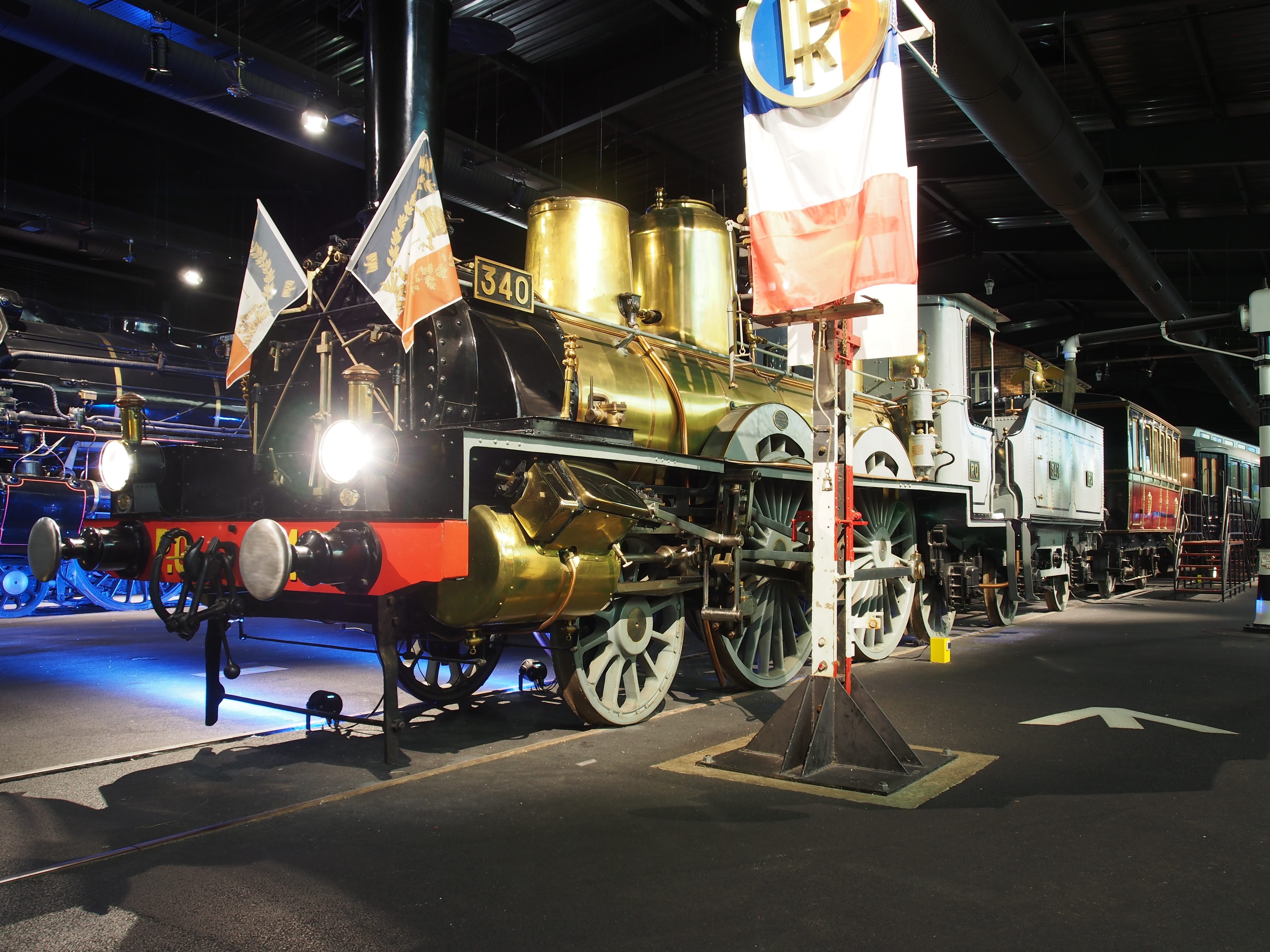
Lokomotive 340 der P.O. mit Dekoration für einen Präsidenten-Zug im Eisenbahnmuseum Mülhausen (Cité du Train)

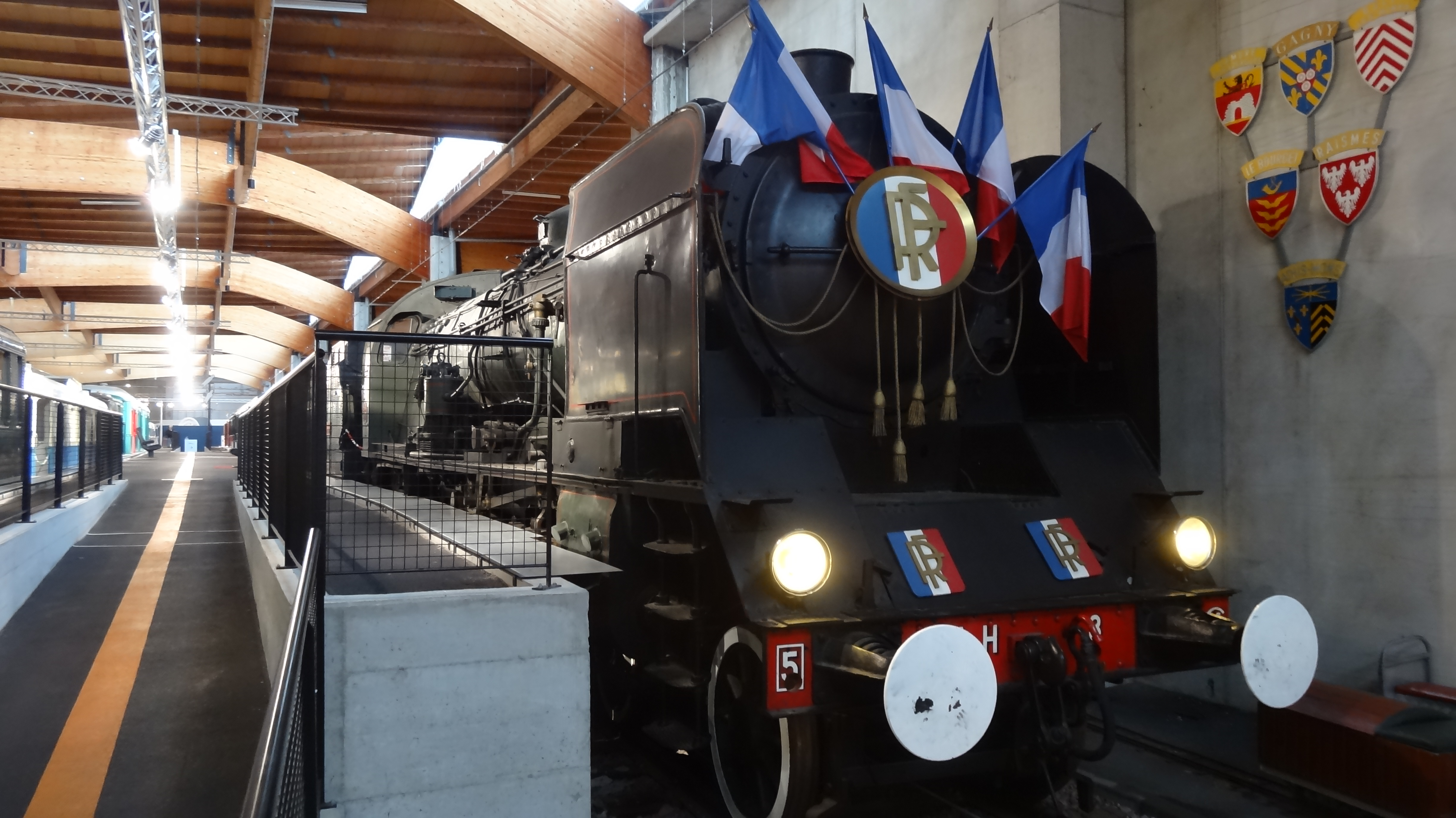
Pacific 231 H 8 der PLM / SNCF in gleicher Funktion, etwa 100 Jahre später

Die Staatszüge der Französischen Republik dienten nach dem Untergang des Zweiten französischen Kaiserreichs (1871) den französischen Staatspräsidenten und ihren Gästen.

## Vorgeschichte
Während des Zweiten französischen Kaiserreichs war ein hoher Aufwand hinsichtlich der Hofzüge für Kaiser Napoleon III. getrieben worden: Jede der sechs großen französischen Eisenbahngesellschaften unterhielt einen eigenen Zug und Kaiserin Eugénie besaß noch zusätzlich einen weiteren Zug. 

## Geschichte
Vermutlich wurde der umfangreiche Bestand an ehemals kaiserlichen Salonwagen nach dem Ende des Kaiserreichs auch von den Staatspräsidenten weiter genutzt. Die ersten Präsidenten der Dritten Französischen Republik reisten aber weit bescheidener und liehen sich bei Bedarf Salonwagen der einzelnen Bahngesellschaften oder der Compagnie Internationale des Wagons-Lits aus (CIWL). Die führende Lokomotive eines solchen Präsidentenzuges wurde bei Staatsfahrten mit Trikoloren und einem Staatsemblem geschmückt.

### Erste Generation
Der erste Neubau eines Salonwagens in republikanischer Zeit entstand um 1892. Dabei handelte es sich um zwei kurzgekuppelte, zweiachsige Salonwagen, einer davon hatte am Ende eine offene Plattform.
Unter Félix Faure, zuvor Geschäftsführer der CIWL, wurden anlässlich des Staatsbesuchs von Zar Nikolaus II. und seiner Frau, Zarin Alexandra Fjodorowna, 1896 neue Wagen für einen Staatszug beschafft und mit „PR I“ bis „PR III“ nummeriert. Es handelte sich um Um- und Neubauten die überwiegend in den Werkstätten der CIWL hergestellt wurden und den dort damals gebräuchlichen Schlaf- und Speisewagen durch ihre Teakholzverkleidung im Aussehen sehr nahe kamen. Betrieben wurden die Fahrzeuge ebenfalls von der CIWL, die auch Ergänzungsfahrzeuge, wie Speise- und Schlafwagen für die Begleitung, stellte. Diese Wagen wurden bis 1925 unverändert genutzt.
Der PR III war in der Nacht vom 23. auf den 24. Mai 1920 Ausgangspunkt eines bizarren Vorfalls: Der französische Staatspräsident Paul Deschanel war in diesem Wagen von Paris aus in südlicher Richtung auf der Bahnstrecke Villeneuve-Saint-Georges–Montargis unterwegs, als er gegen Mitternacht bei dem Versuch, ein Schiebefenster des Wagens zu schließen, nur mit einem Pyjama bekleidet, aus dem – wegen einer Baustelle – nur mit geringer Geschwindigkeit fahrenden Zug fiel, der weiter fuhr. Der Staatspräsident blieb weitgehend unverletzt, hatte aber erhebliche Schwierigkeiten, die Eisenbahner, die ihn auflasen, von seiner Identität zu überzeugen. Die Begleitung des Präsidenten merkte erst gegen 5 Uhr, dass ihr der Präsident abhandengekommen war.

### Modernisierung ab 1923

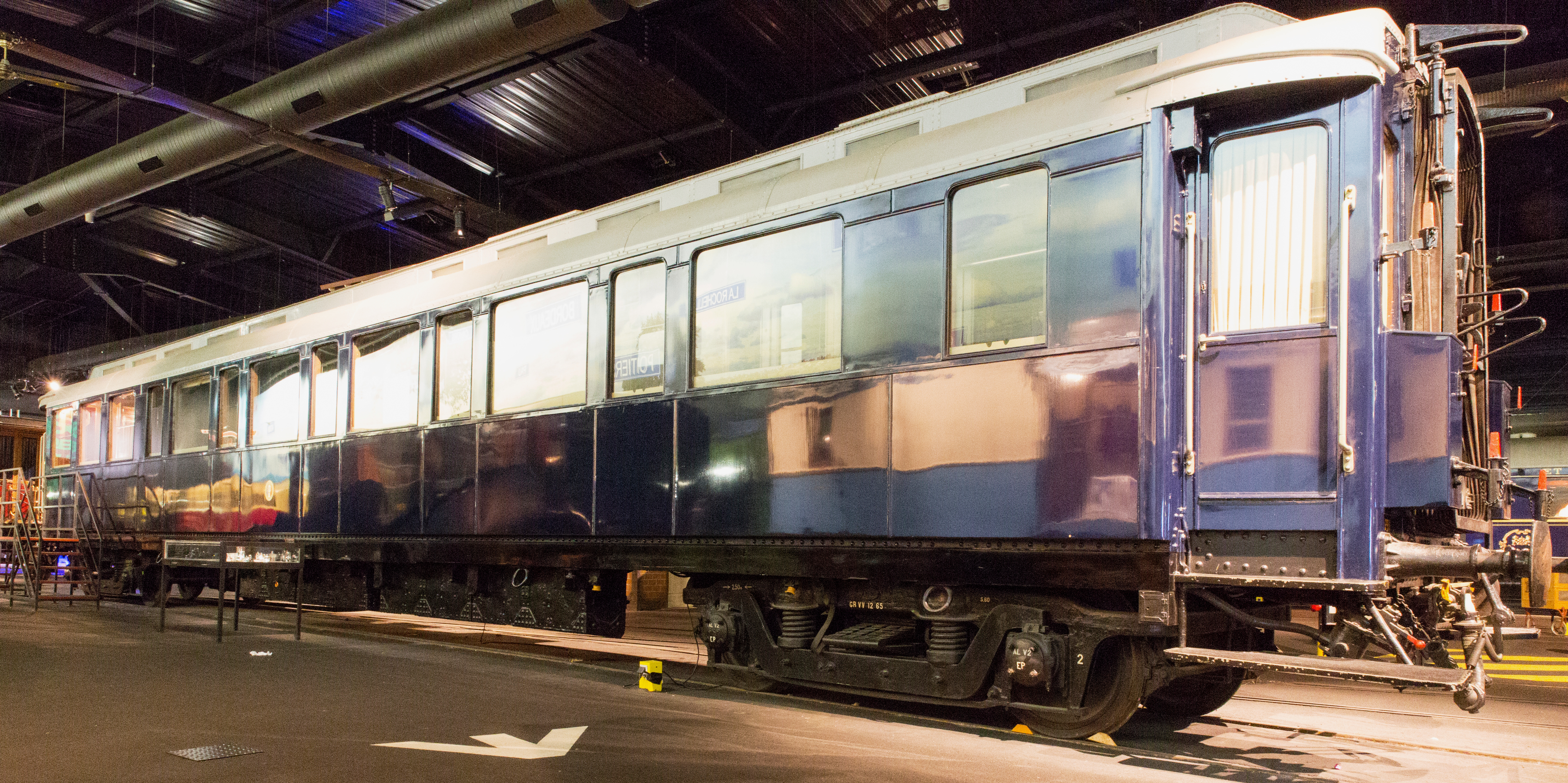
PR 1 von 1923/32

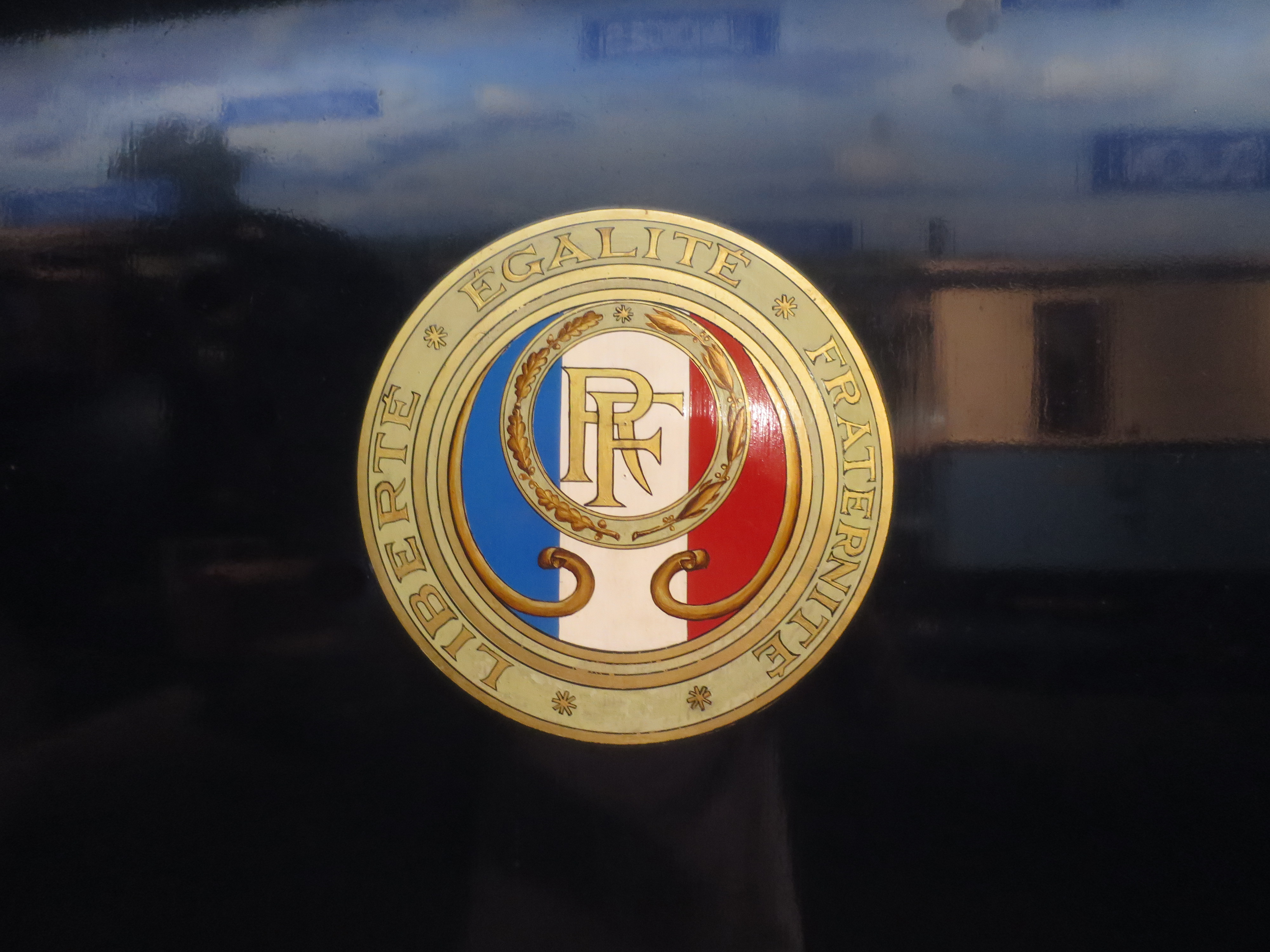
Wappen auf dem Wagen PR 1

Schon 1913 in Auftrag gegeben, aber bedingt durch den Ersten Weltkrieg erst 1923 ausgeliefert, entstand ein Ersatzfahrzeug für den Salonwagen des Präsidenten, der erneut die Bezeichnung PR 1 erhielt. Die drei Vorkriegs-Fahrzeuge wurden außer Dienst gestellt. Das Raumprogramm war das in solche Wagen übliche: Salon, Büro des Präsidenten, Schlafraum, Nasszelle und zwei Schlafwagenabteile für die Begleitung. Der Wagen war immer noch aus Holz gebaut, erhielt aber bei einem Umbau 1932 eine Blechverkleidung und die ursprünglich dreiachsigen Drehgestelle wurden durch zweiachsige ersetzt. Das Fahrzeug ist museal im Eisenbahnmuseum Mülhausen (französische Bezeichnung: Cité du Train) erhalten und ausgestellt.
1926 wurde der Präsidentenzug um einen Speisewagen, jetzt komplett in moderner Stahlbauweise ausgeführt, ergänzt.

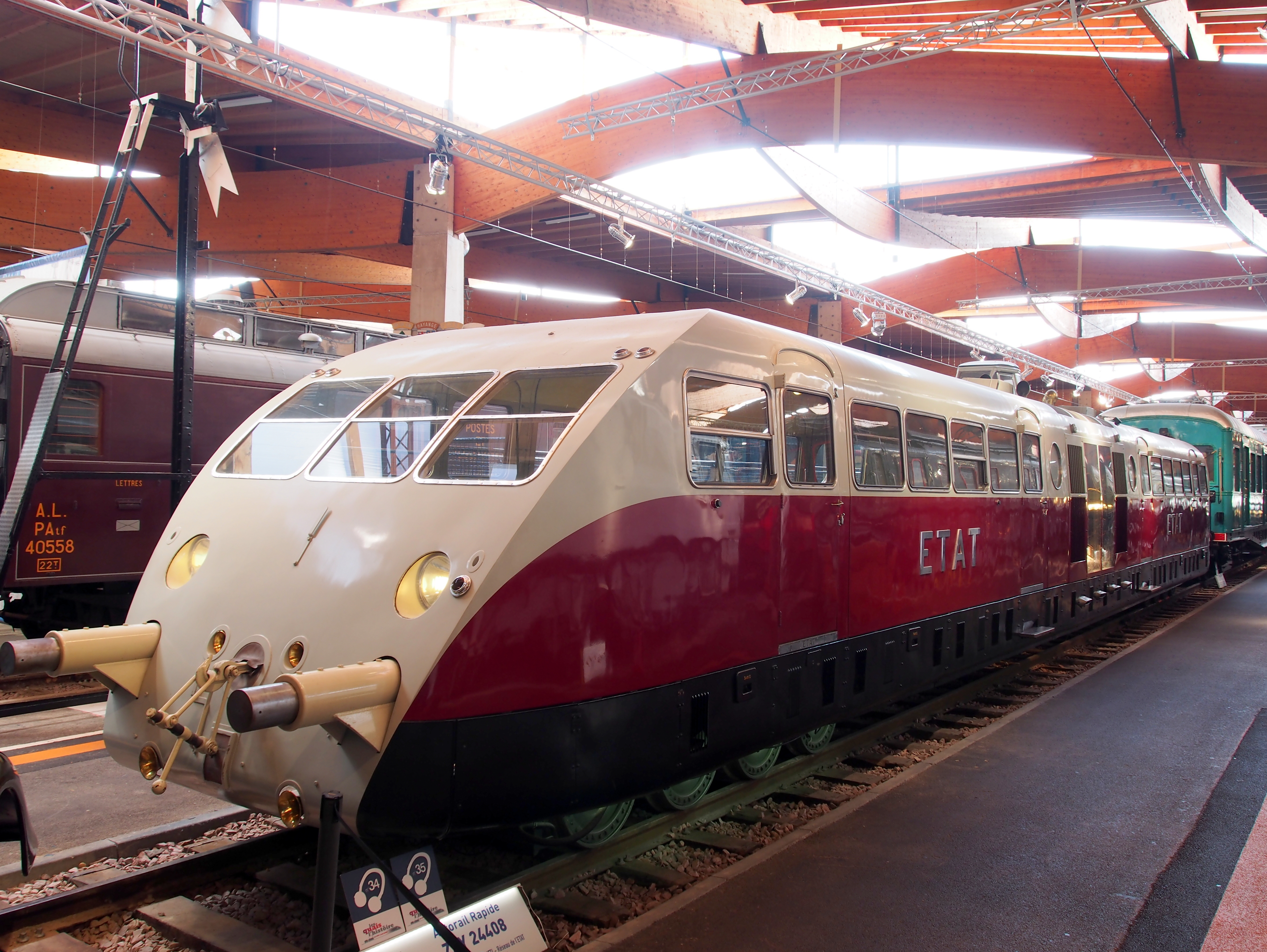
Bugatti-Triebwagen, den auch der Präsident nutzte.

In den 1930er Jahren nutzten die Präsidenten hin und wieder schnelle Dieseltriebwagen, darunter auch Bugatti-Triebwagen (Baureihe XB 1000). Es waren allerdings Fahrzeuge des öffentlichen Verkehrs, die für diese besonderen Einsätze verwendet wurden.
Während der deutschen Besetzung Frankreichs im Zweiten Weltkrieg wurde der Präsidentenzug in den nicht besetzten Teil des Landes verbracht und nicht benutzt. Marschall Philippe Pétain, Präsident während der deutschen Besatzung, nutzte einen eigenen Zug.

### Nach dem Zweiten Weltkrieg

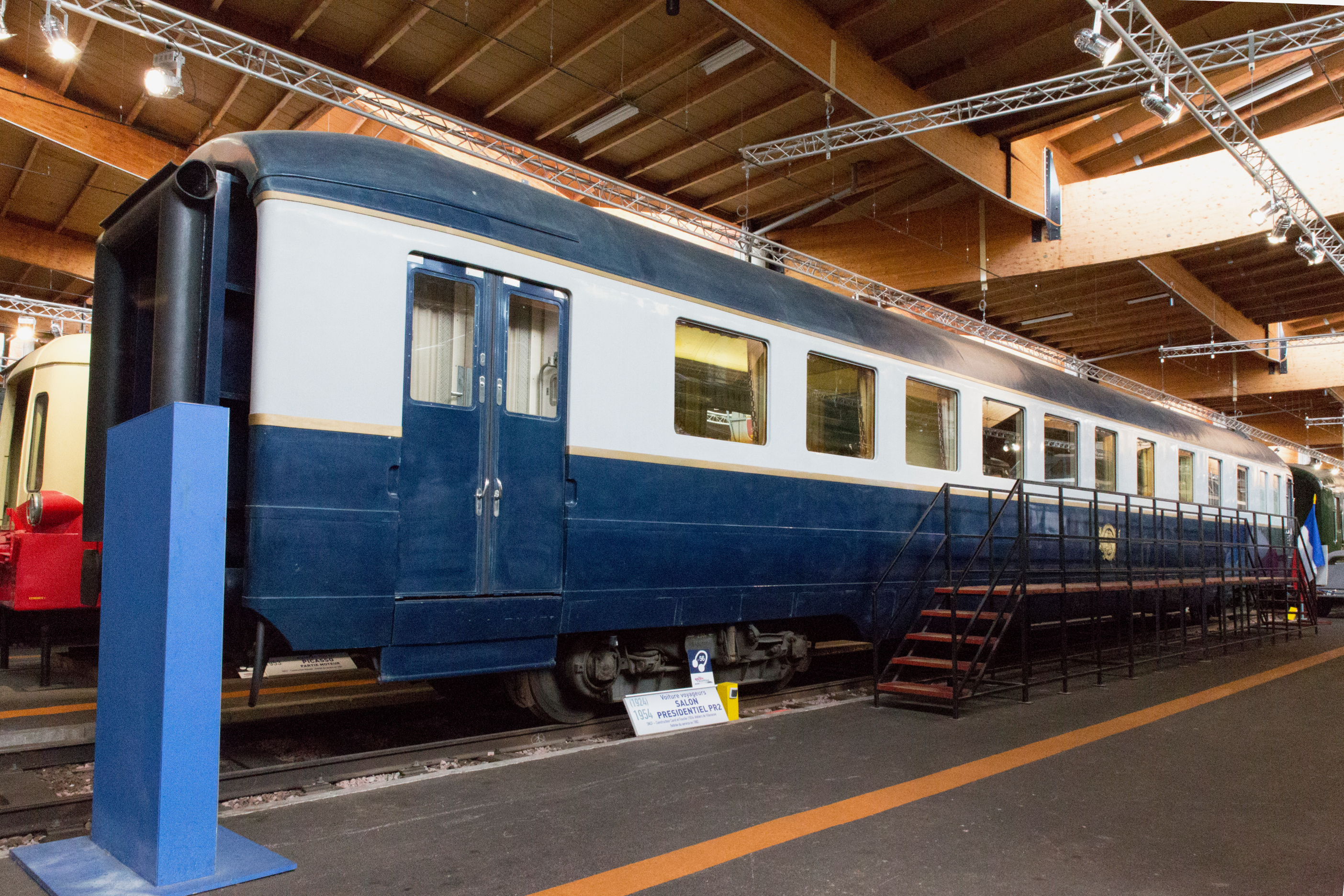
PR 2 von 1955

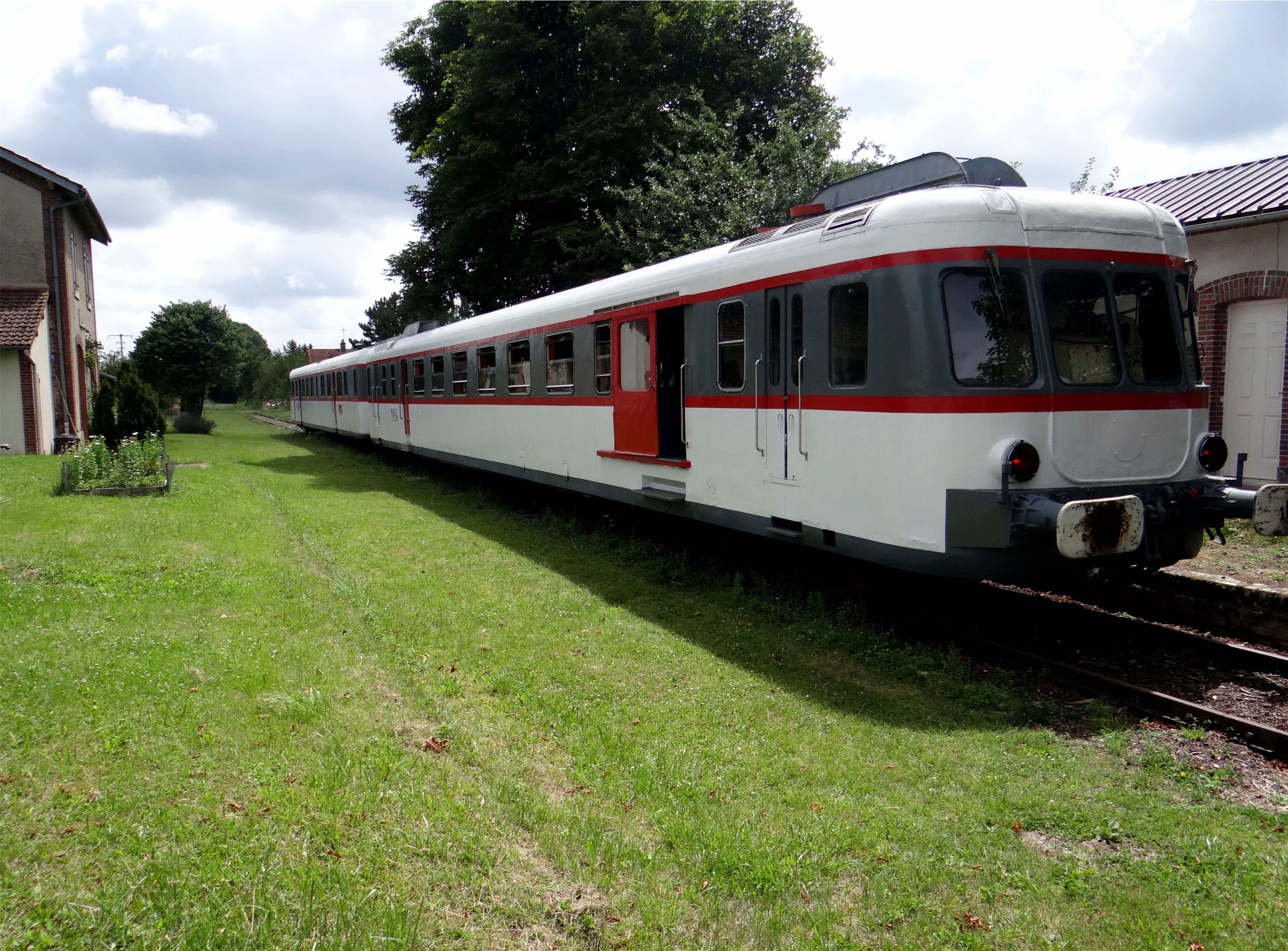
Triebwagen der Baureihe X2700, wie ihn de Gaulle als Präsidentenzug nutzte – hier ein Fahrzeug im Museumsbetrieb 2017

Der PR 1 wurde 1955 durch ein moderneres Fahrzeug ersetzt, das die Bezeichnung PR 2 erhielt. Der neue Präsidentenwagen entstand aus dem Umbau eines Personenwagens der früheren Compagnie des chemins de fer de l’Est (EST) von 1924. Genutzt wurde das Fahrzeug von den französischen Präsidenten René Coty und Charles de Gaulle sowie von Nikita Chruschtschow bei seinem Staatsbesuch in Frankreich 1960. Nach dem Amtsantritt von General de Gaulle wurde – aufgrund seiner Körpergröße – ein neues 2,10 m langes Bett eingebaut. Der Wagen wurde 1969 außer Dienst gestellt, da er bei der nun höheren Geschwindigkeit der Züge sehr schlechte Laufeigenschaften hatte und einen zu geringen Komfort aufwies. Das Fahrzeug ist museal im Eisenbahnmuseum Mühlhausen erhalten und ausgestellt.
General de Gaulle nutzte zwischen 1960 und 1969 hin und wieder auch einen dreiteiligen Dieseltriebwagen der Baureihe x 2720 des öffentlichen Verkehrs, der in Metz stationiert war, dessen Inneneinrichtung für solche Einsätze immer jedes Mal umgerüstet wurde und der dann als Sonderzug fuhr.
1972 wurde ein neuer Salonwagen für den Präsidenten in Betrieb genommen. Er entstand aus dem Umbau eines TEE-Wagens, war in den Farben des Renommier-Zuges der SNCF, „Le Capitole“, lackiert und trug die Bezeichnung PR 3. Eingeweiht wurde er mit einer Fahrt von Königin Elisabeth II. von Paris nach Rouen am 19. Mai 1972. Das Fahrzeug war in einer Halle des Bahnbetriebswerks Romilly abgestellt, als am 3. Februar 1990 während eines heftigen Sturms das Gebäude einstürzte. Das Fahrzeug wurde dabei so schwer beschädigt, dass von einer Reparatur abgesehen und es ausgesondert wurde. Im Gegensatz zu seinen beiden Vorgängern kam es auch nicht in die Sammlung des französischen Eisenbahnmuseums Mühlhausen. Die französischen Präsidenten nutzen seither die Bahn selten und wenn doch, fahren sie in der Regel mit Zügen des öffentlichen Verkehrs.